# Juillet 1790

## Événements

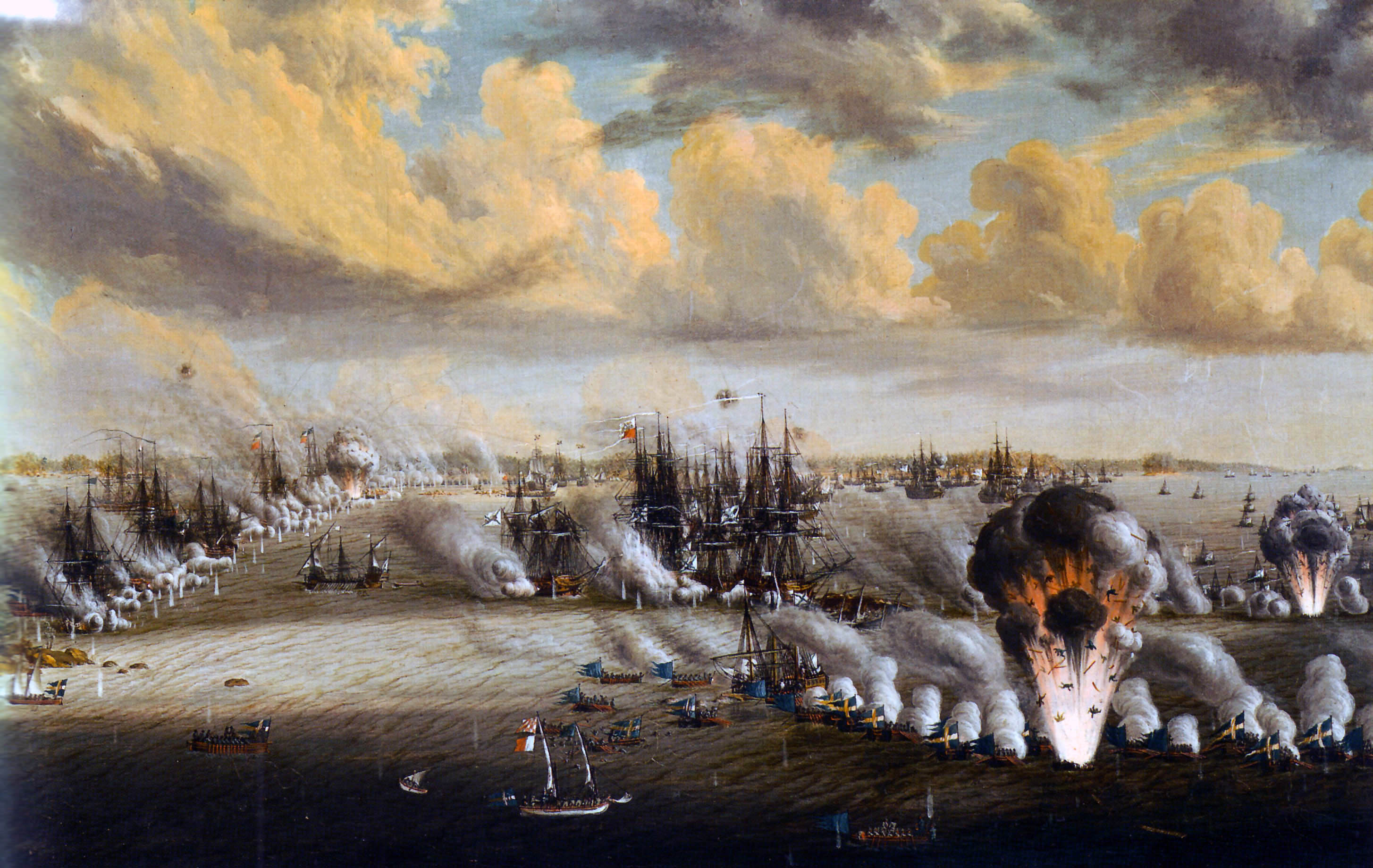
9 juillet : victoire suédoise sur les russes à Svensksund

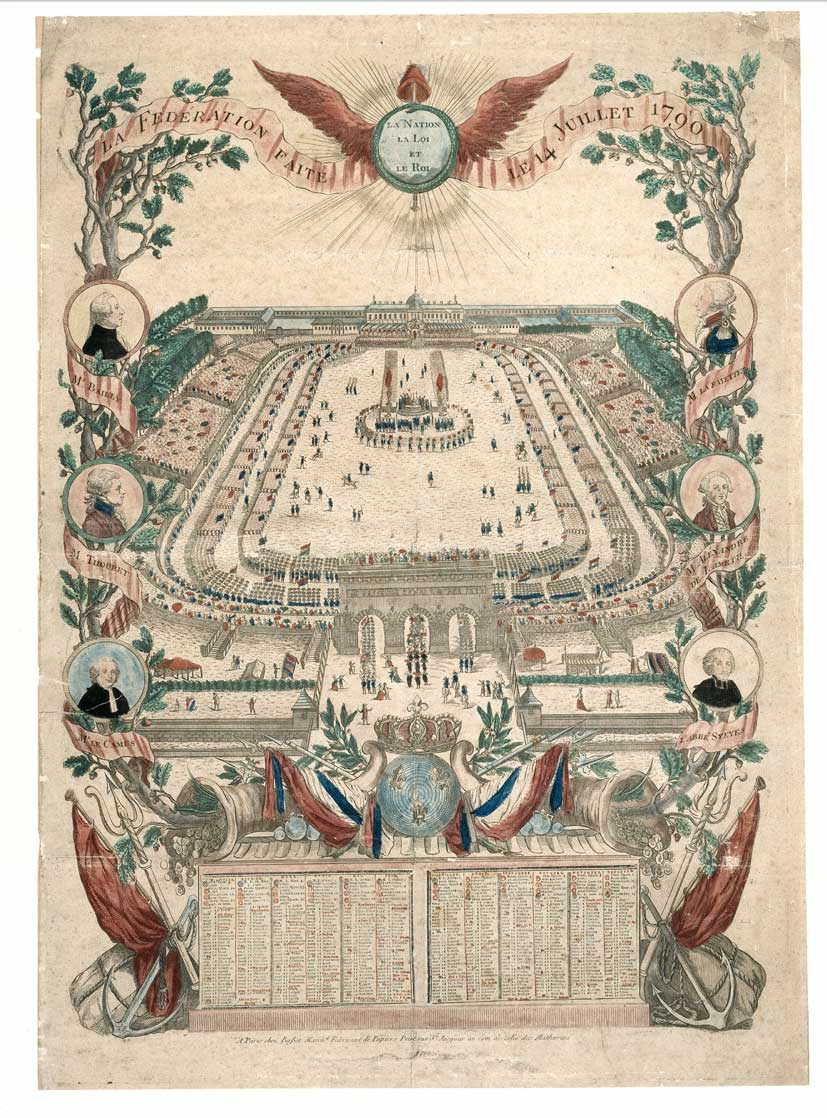
14 juillet : "La Fédération faite le 14 juillet 1790". "Almanach pour 1791"

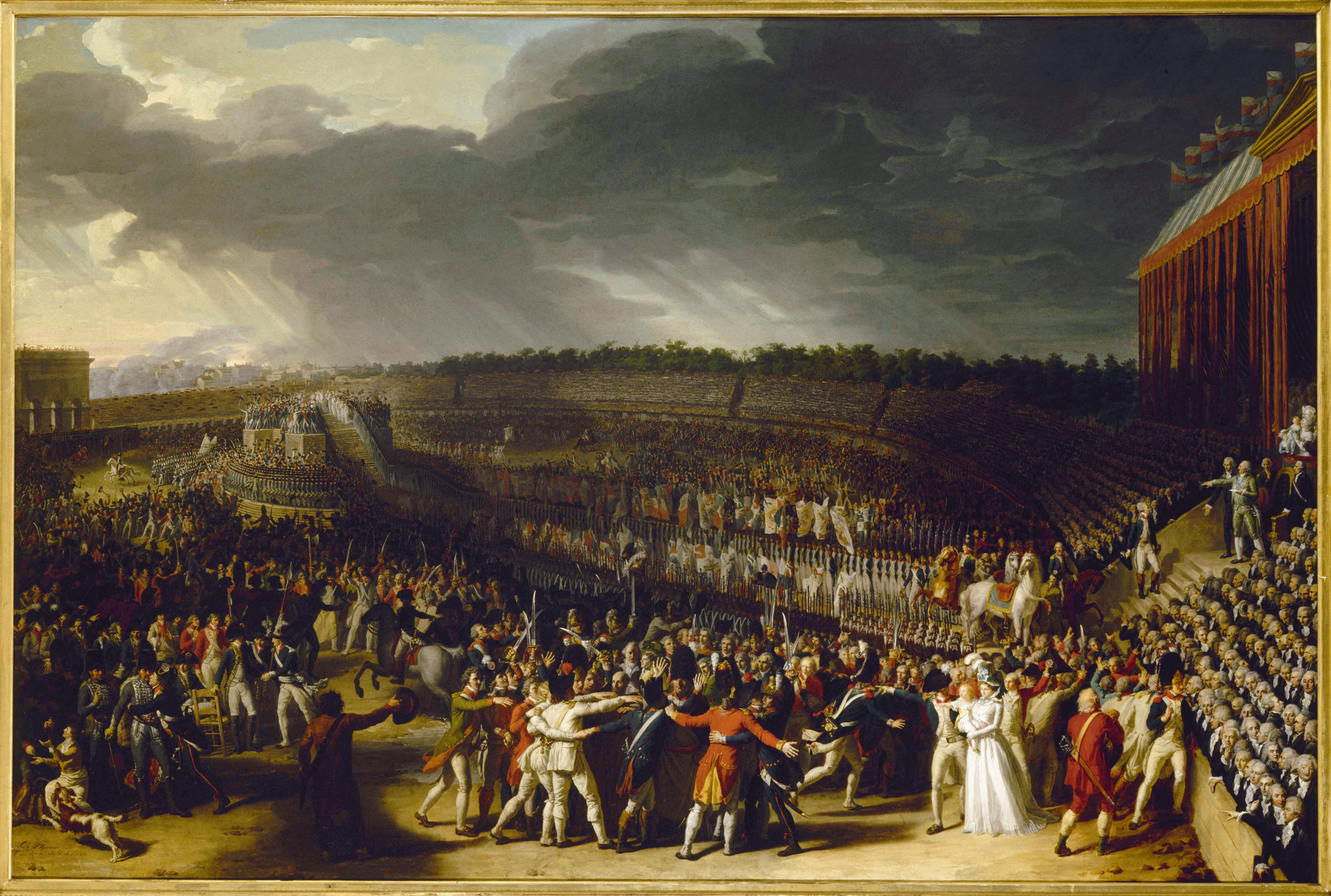
14 juillet : Fête de la Fédération, toile de Charles Thévenin (musée Carnavalet)

16 juillet : Carte Animée montrant la progression territoriale de Washington, D.C

- 2 juillet : Ferdinand de Habsbourg-Lorraine devient grand duc de Toscane (fin en 1801, puis 1814-1824)[1].

- 3 juillet : victoire navale de Gustave III de Suède sur les Russes à la baie de Vyborg (Russie)[2].

- 9 - 10 juillet : victoire navale suédoise sur les Russes à la bataille de Svensksund. Un tiers de la flotte russe est détruite[2].

- 9 juillet : Loi de l'assemblée constituante sur l'Aliénation des biens nationaux.

- 12 juillet, France : vote de la constitution civile du clergé[3].

- 14 juillet : fête de la Fédération à Paris et en province[4].

- 16 juillet : à la suite de l'accord du 20 juin 1790, une loi est votée pour le choix du site de construction du District de Columbia, la nouvelle capitale[5].

- 22 juillet, France : la constitution civile du clergé est sanctionnée par le roi Louis XVI.

- 27 juillet : Traité de Reichenbach entre Léopold II et Frédéric-Guillaume II de Prusse ; la Prusse cesse de soutenir les rebelles hongrois et les séparatistes belges[6].

## Décès
- 1er juin : Charles-Benjamin de Lubières (né en 1714), mathématicien suisse.
- 17 juillet : Adam Smith, économiste.